# Архес
Архес (ісп. Argés) — муніципалітет в Іспанії, у складі автономної спільноти Кастилія-Ла-Манча, у провінції Толедо. Населення — 5511 осіб (2010).
Муніципалітет розташований на відстані близько 75 км на південний захід від Мадрида, 6 км на південний захід від Толедо.
На території муніципалітету розташовані такі населені пункти: (дані про населення за 2010 рік)
- Архес: 5496 осіб
- Гуахарас: 15 осіб

## Демографія
Динаміка населення (INE ):

## Галерея зображень

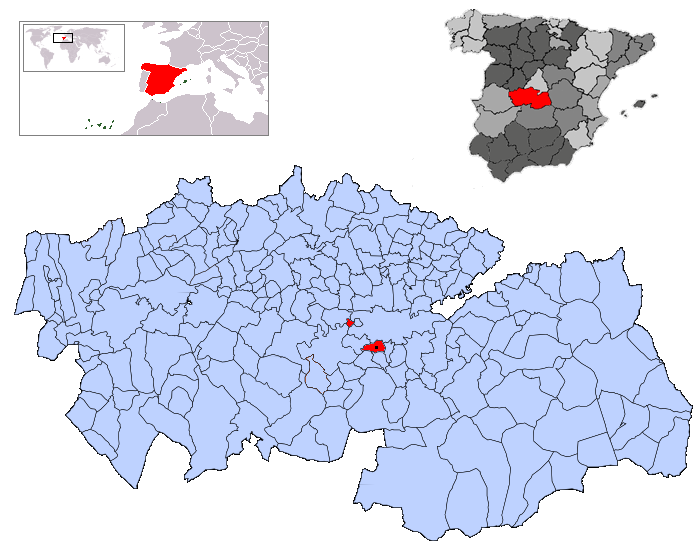
Розташування муніципалітету у провінції Толедо